# Schossberger-kastély (Tura)
A Schossberger-kastély a Pest vármegyei Tura városban található, Bukovics Gyula tervei alapján épült a 19. század végén. 2020 nyarától kastélyszállóként működik, az épület tulajdonosa Tiborcz István.
Megjelenésében a kastély a francia Loire menti kastélyokat idézi és a magyarországi kastélyok egyik gyöngyszemeként tekinthetünk rá. Az épület különlegessége abban áll, hogy építésekor kora legfejlettebb építési technológiáit és technikáit alkalmazták, így már akkor rendelkezett pl. központi fűtéssel, villanyárammal, egyedi szigeteléssel, a természetes fény pedig tüköraknás fénycsapdákon jutott le az épület alsó helyiségeibe. Különleges még az épület meredek tetejét borító természetes pala, mely Franciaországból származik.

## Története

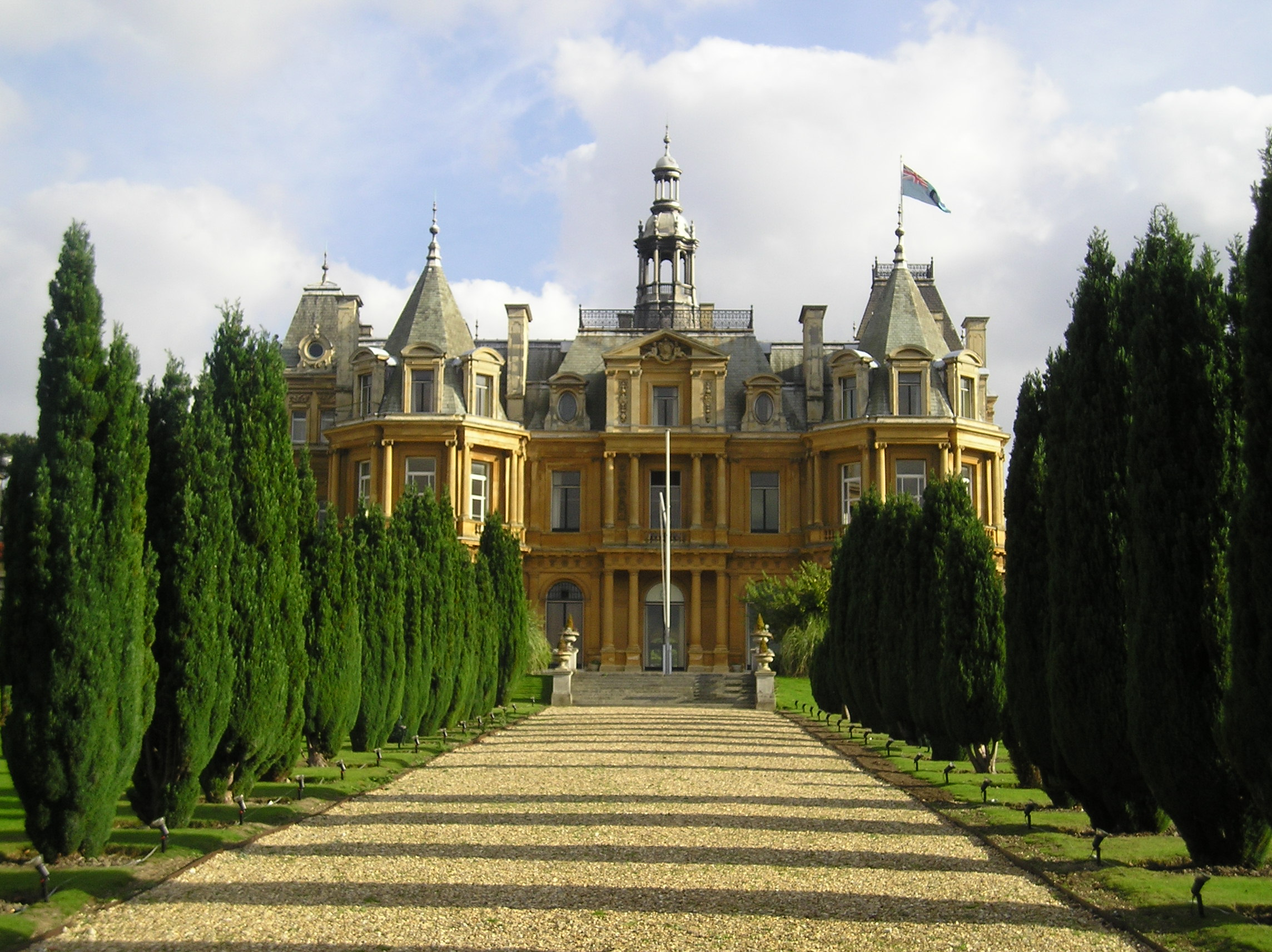
Az angliai Halton House Buckinghamshire-ban: a turai kastély „előképe”

Tura helység területe 1873-ig az Esterházy család birtokában volt, akiktől a bárói rangot kapott Schossberger Zsigmond vásárolta meg. A báró a kastélyt nyári tartózkodás céljára, vadászkastélynak szánta. A kastélyt 1883-ban kezdték el építeni, amely dátumot az északi tornyon lévő szélzászlón is megfigyelhetjük. Hosszú ideig az a hiedelem járta, hogy Ybl Miklós volt az építésze, de a Vasárnapi Újság 1885-ben megjelent egyik közleményében már Bukovics Gyulát jelölték meg építésznek, amit Ybl Miklós nem cáfolt meg. A félreértésre valószínűleg az is okot adhatott, hogy egyes építészeti elemeiben hasonlít az Ybl Miklós által tervezett Operaházhoz, ezért „az Operaház kistestvéreként” is szokták emlegetni. A kastély „előképének” azonban nem az Operaház tekinthető, hanem a buckinghamshire-i Halton House, amely Alfred de Rothchild  számára  készült William Rogers tervei alapján 1881–1883-ig.
A második világháborúban előbb német, majd szovjet főhadiszállás, később kórház lett. A kastélyt az államosítást követően 1973-ig iskolaként használták, majd egy állami vállalat kezelésébe került és állapotát elhanyagolták. Műemlékké 1958. január elsején nyilvánították.
Az épület felújítása 2005-ben kezdődött és 2019 első negyedévére fejeződik be. A BOTANIQ Turai Kastély néven tovább üzemelő kastély rekreációs funkciókkal gazdagodott, egy 19 vendégszobával rendelkező rendezvényközpontként működik, esküvőknek és kulturális programoknak ad helyet. A felújítást követően előre meghatározott nyílt napokon látogatható az épület és a park. A BOTANIQ Turai Kastély éttermét a két Michelin-csillagot szerzett Mészáros Ádám séf vezeti.
2020 nyarán Orbán Viktor veje, Tiborcz István cégének beruházásában, 4,5 milliárd forint ráköltése után, az ország egyik legdrágább szállodájaként, luxusszállóként nyílt meg.
Az International Travel Awards 2021 nemzetközi megmérettetésen Európa legjobb kastélyhotelének választották.

## Leírása
2009-ben védett természeti területté nyilvánított tíz hektáros park közepén áll a 2981 m² alapterületű, egyemeletes, összetett alaprajzú épület. Falaihoz négyszög-kupolás pálmaház csatlakozik. Az épülettömb előtt nyitott kocsifelhajtó van, mely felett a Schossberger család bárói címere található. A megrendelő kívánságára, festői hatásra törekedve az építész franciás neoreneszánsz stílusban tervezte meg a kastélyt. A magas tetőzetet padlásablakokkal és hosszú kéményekkel díszítették. A belső folyosók és termek olasz jellegűek, donga- és keresztboltozatos kiképzésűek. Az enteriőr egyesek szerint az Ybl Miklós által tervezett budapesti Operaház belső terének kísérletéül szolgált, mivel mindkét helyszínen Scholtz Róbert díszítette a belső tereket. Bukovics a kastélyban alkalmazta a kor technikai vívmányait. A kastélyban van vízvezetékrendszer, angol vécé, központi fűtés, villanyáram, étellift és a falak között 30 cm légrés szolgál szigetelésül. A kandallókürtők a fűtés helyett a szellőzést biztosítják. A napfény pedig tükörrel bélelt aknákon jut a kastély mélyébe, a fény a tetőablakokon jut a tükrös csőbe, onnan pedig az előcsarnok feletti üvegtetőre esik. Nyolc ilyen tükörakna borítja be a fénnyel a fenti teret.

## Filmforgatás
E kastély szolgált a 2008-as Holdhercegnő (The Secret of Moonacre) című film egyik jellegzetes helyszíneként mint a „Merryweather” kastély. Lauren Kate Fallen című könyvének filmadapciójában a kastély funkcionált a Sword & Cross javítóintézetként.

## Az irodalomban
Tomor Anita Szeretlek, Hawaii! című könyvében Oliver Jenkins és Pataky Lora az itteni luxushotelben töltik az egyik éjszakájukat.

## Galéria

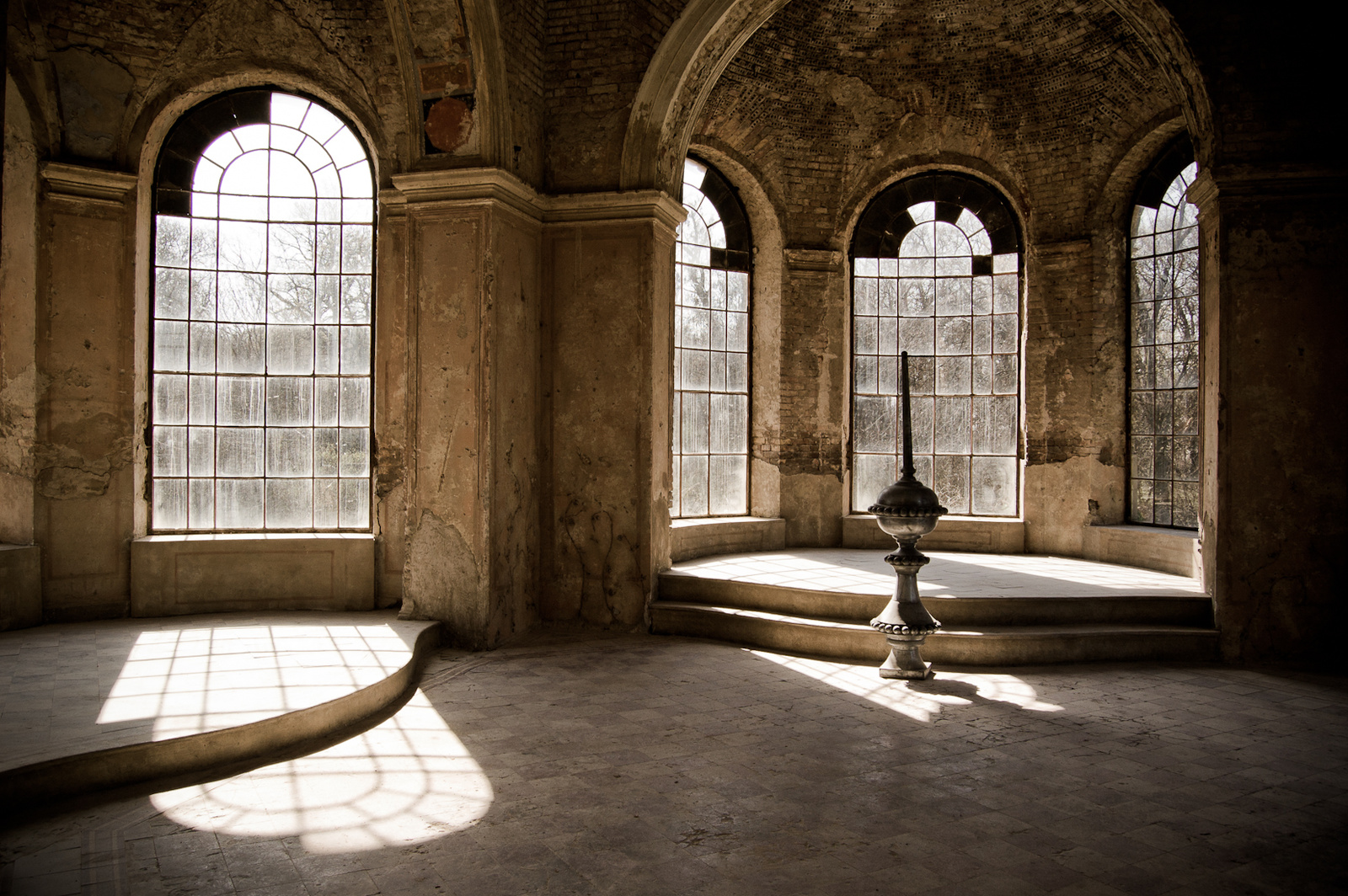
A belső tér egy szelete
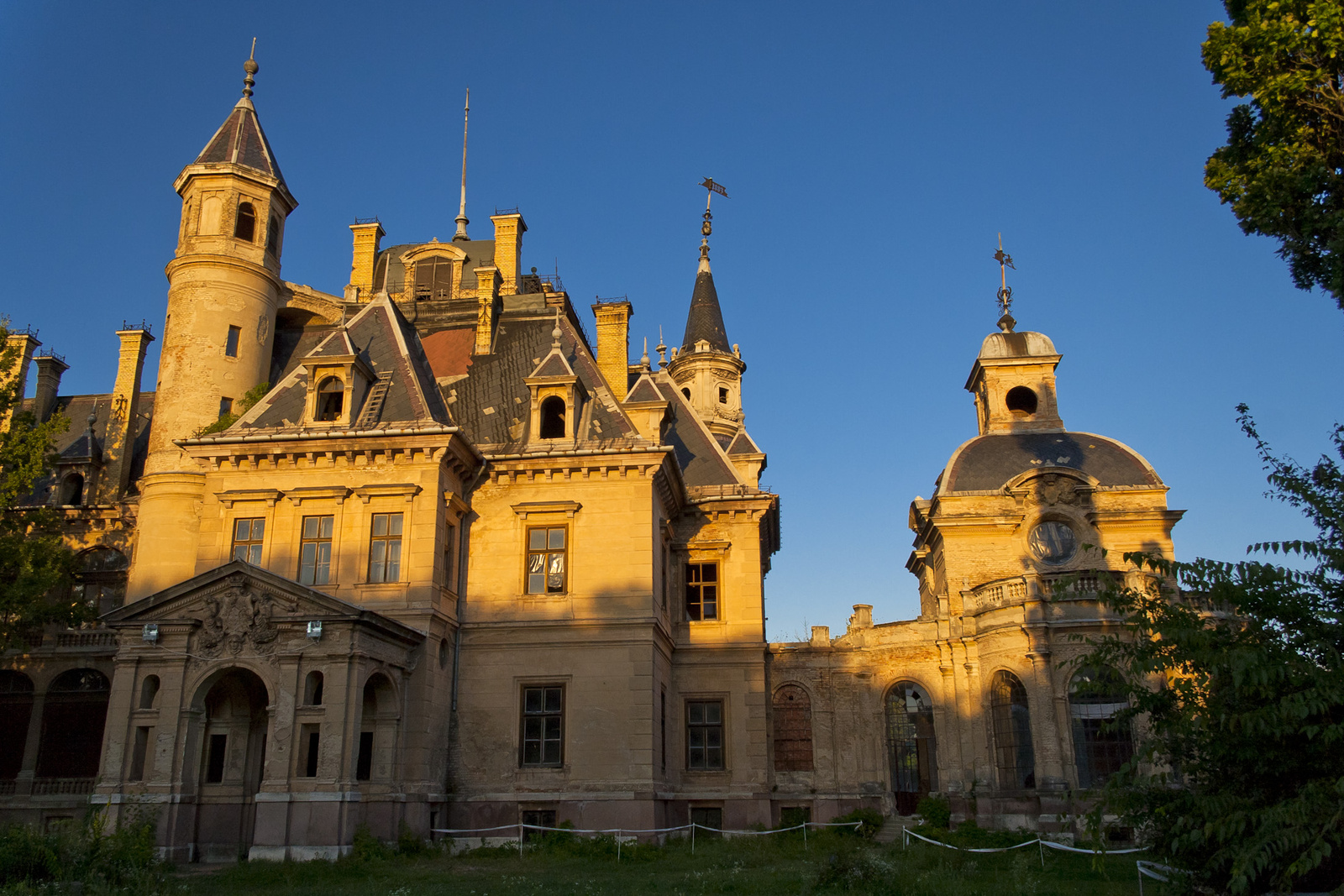
A kastély a naplementében
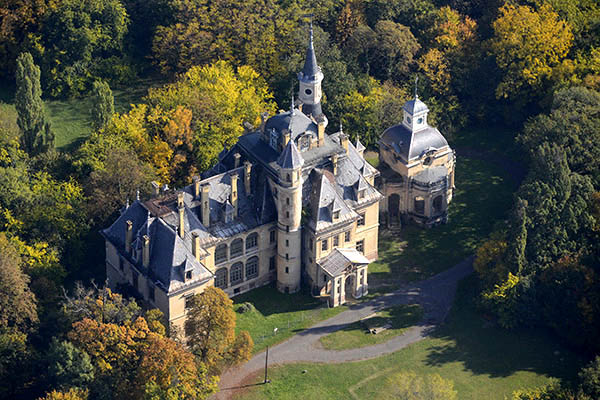
Légi fotó
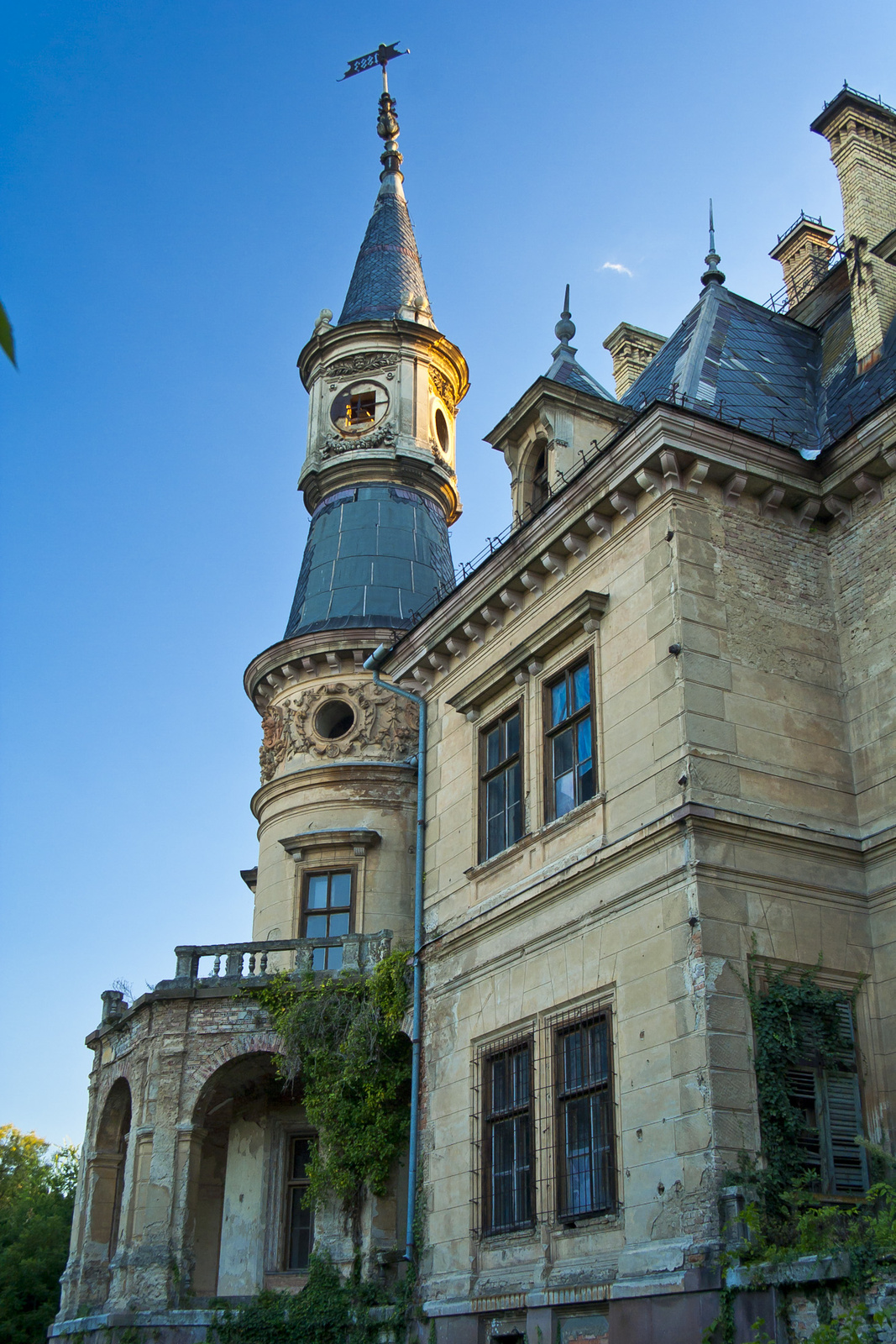
A kastély északi tornya a szélzászlóval; felirata 1883.
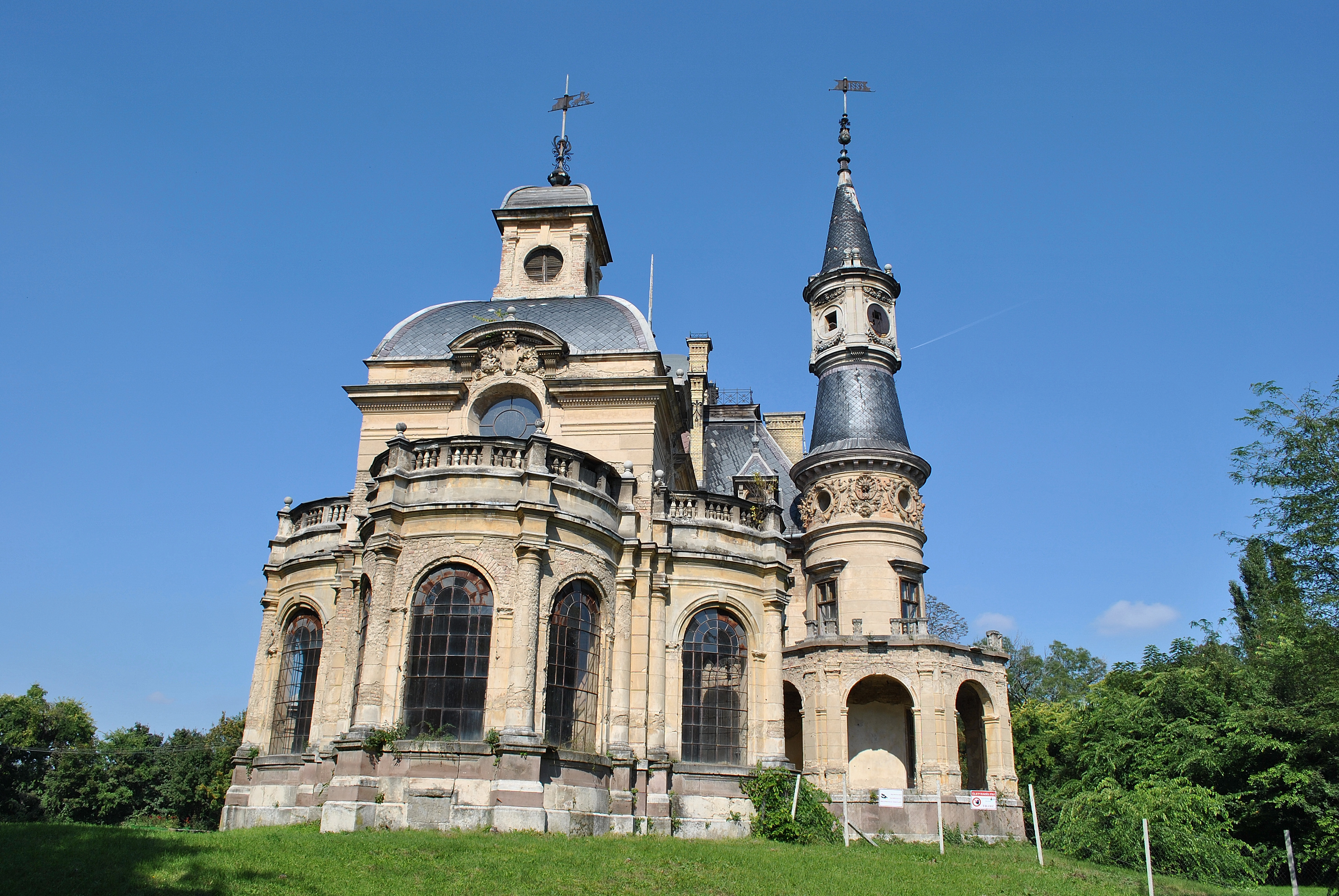
Schossberger-kastély (7474. számú műemlék)